# Рыс-Розевач, Ян
Ян Рыс-Розевач (чеш. Jan Rys-Rozsévač; 1 ноября 1901, Бельско-у-Горжиче, Королевство Богемия (ныне района Йичин, Краловеградецкого края Чехии) — 27 июня 1946, тюрьма Панкрац, Прага) — чехословацкий политик правого толка, лидер фашистской организации «Влайка», журналист.

## Биография
Изучал медицину в Карловом университете, но вуз не окончил. Занимался журналистикой. В 1936 году присоединился к чехословацкой национал-социалистической организации «Влайка» («Vlajka», 1930—1942). Тогда же взял псевдоним Ян Рыс (Jan Rys). Под ним опубликовал книги «Židozednářství — metla lidstva» («Еврейское масонство — бич человечества», 1938) и «Hilsneriáda a TGM» («Дело Хилснера и Т. Г. Масарик», 1939).
После Мюнхенского соглашения в 1938 году организация «Влайка» была официально расформирована, но продолжала действовать нелегально под новым названием «Чешская мафия- Флаг», Рыс-Розевач был заключён в тюрьму. Освобожден незадолго до того, как остальная часть Чехословакии была оккупирована (15 марта 1939 года), и стал лидером «Влайки».
Рыс-Розевач пытался создать массовую фашистскую организацию и продвинуть «Влайку» от традиционного чешского антигерманского шовинизма к сотрудничеству с нацистами. В течение 1939—1940 годов организовывал массовые митинги против политиков Первой Республики Чехословакии и её лидеров в лице Т. Г. Масарика и Э. Бенеша.

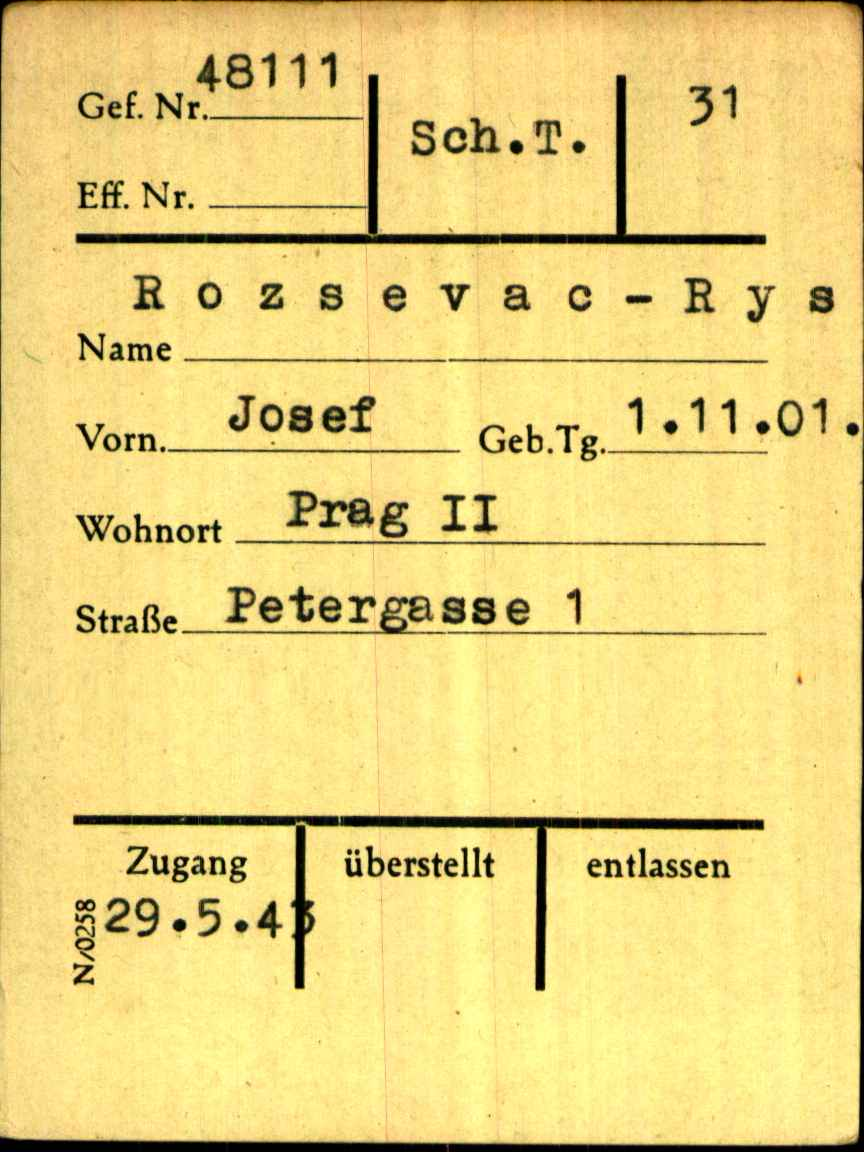
Регистрационная карточка Яна Рыс-Розевача в качестве заключенного в нацистском концентрационном лагере в Дахау

Тем не менее, немецкие оккупационные власти, решили поддержать группу сторонников его политического конкурента Э. Моравца. Из-за организованного нападения на Э. Моравца организация «Влайка» была расформирована в конце 1942 года, а её лидеры, в том числе и Рыс-Розевач, были отправлены в концлагерь Дахау в качестве привилегированных заключенных. В конце войны Рыс-Розевач был переведен в Тироль, где и был освобождён в начале мая 1945 года.
После окончания войны Рыс-Розевач и трое его коллег (Йозеф Бурда, Ярослав Чермак и Отакар Поливка) были арестованы и приговорены к смертной казни. Повешен в Панкрацкой тюрьме в Праге в 1946 году.